# 가와고에노아마
카와고에노아마(일본어: 河越尼 かわごえのあま[*], 생몰년 미상)는 헤이안 시대 말기부터 가마쿠라 시대 초기에 걸쳐 살은 여성 고케닌이다. 히키 카몬노죠와 히키노아마 사이에서 차녀로 태어났다. 무사시국의 호족 카와고에 시게요리의 아내이다. 본명은 알려지지 않았다. 딸로 미나모토노 요시츠네의 정실 (사토고젠)이 있다.

## 생애
미나모토노 요리토모가 거병하여 가마쿠라에 거점을 둔지 3년 째인 주에이 원년 (1182년) 8월 12일, 호죠 마사코를 어머니로 둔 요리토모의 적남 (후의 요리이에)가 태어나고, 히키 요시카즈 (히키노아마의 유자)의 저택에 유모로 불려가, 처음으로 젖을 물리는 유부 의식을 거행했다.
겐랴쿠 원년 (1184년) 9월 14일, 요리토모의 명에 따라 딸이 미나모토노 요시츠네의 정실로 결정되어 상락한다. 이후, 불과 1년만에 요리토모와 요시츠네의 관계는 악화되어, 요시츠네가 역모를 일으키자, 카와고에씨는 친척으로 연좌되었고, 분지 원년 (1185년) 10월 23일, 적남 시게후사가 쇼쵸쥬인 낙경공양의 수병에서 제외되었고, 11월 12일, 카와고에 시게요리는 소령을 몰수당했다. 이후, 요리토모의 명에 따라 시게요리와 시게후사 모두 주살되었고, 히키노아마의 차녀는 출가하였다.
분지 3년 (1187년) 10월 5일, 요리토모는 시게요리의 유족을 불쌍히 여겨, 후가가 된 카와고에노아마에게 카와고에씨 본령인 카와고에쇼를 주었고, 현지 묘슈나 백성들이 카와고에노아마의 지배를 따르지 않는다는 풍문이 있었기 때문에, 앞으로는 장원의 업무, 잡무는 모두 카와고에노아마의 명을 따르도록 명하였다. 이에 대해, 키무라 시게미츠는 분지 원년에 시게요리의 노모가 카와고에쇼를 맡아 어린 손자 지토와 지배체제가 실현되었지만, 실효력이 따르지 않자, 분지 3년에 요리토모가 카와고에노아마에게 장무도, 잡무도 일체를 맡겼다고 지적하고 있다.
카와고에쇼는 이후, 시게요리의 차남 시게토키가 계승했다.

## 관련 작품

### 소설
- 시노 아야코 『星月夜の鬼子母神』 (슈에이샤 문고, 2021년)

### TV드라마
- 『풀이 불탄다』 (1979년, NHK대하드라마) - 배우 핫토리 타에코 (역할 : 카와고에 쥰코)

## 같이 보기
- 히키씨
- 카와고에씨
- 고케닌